# Peristeria elata
La flor del Espíritu Santo (Peristeria elata) pertenece a la familia de las orquídeas, es una planta  de terrestre o epífita, de hojas carnosas, originaria de Panamá, de donde es flor nacional y hay mayor cantidad conocida, y también encontrada en algunas áreas de Colombia y Ecuador.

## Descripción
Tiene ovoides de hasta 12 centímetros de alto, elongados, no aplanados y de cuatro hojas que alcanzan hasta un metro de longitud y 15 cm de ancho, plegadas. La inflorescencia emerge desde la base del bulbo con una longitud entre 1 a 1,8 metros y produce un total de 4 a 12 flores de color blanco marfil intenso, con manchas o pintas de color púrpura con la antera y pistilo de color amarillo. Las flores se hallan adornadas en el centro de su labelo con una bien definida y delicada "paloma". Su olor se parece mucho al de la cerveza.

## Hábitat
En Panamá esta especie ha sido abundante en los bosques montañosos muy húmedos, por ejemplo, Las Minas, Herrera. Allí se la ha encontrado como planta epífita sobre troncos de árboles cubiertos de musgos a elevaciones cercanas a 1100 m s. n. m.  En su hábitat natural esta orquídea se la encuentra creciendo cerca del suelo en los bordes de bosques maduros. Puede ser considerada como una especie de crecimiento epifítico o terrestre.

## Estado de conservación
Esta orquídea es una de las flores en mayor peligro de extinción, ya que debido a su gran belleza, muchos traficantes de vida silvestre la recogen o colectan de su ambiente natural. Está incluida en el listado de las plantas en peligro de extinción según el Tratado de Washington. 

## Símbolo patrio de Panamá
Esta orquídea, conocida como «flor del Espíritu Santo» —que se caracteriza por tener pétalos de un color marfil intenso, adornados en el centro de su labelo con una bien definida y delicada paloma que florece entre julio y octubre—, es la flor nacional de Panamá. Fue declarada como tal el 21 de octubre de 1980 por la Asamblea Nacional de la República de Panamá. Es una especie de orquídea cuyos pétalos son de color blanco e incluso marfil. Hay quienes dicen que su forma les recuerda a una pequeña paloma. Es tal la magnitud simbólica que posee que todos los años durante el mes de septiembre se realiza en la localidad de Herrera en el pueblo de Las Minas una exposición con su nombre —la Expoferia del Espíritu Santo— para rendirle homenaje, exhibirla, contemplarla y promocionar artículos regionales.